# Братська могила радянських воїнів, пам'ятник на честь радянських воїнів, партизан і підпільників
Братська могила радянських воїнів, пам'ятник на честь радянських воїнів, партизан і підпільників — пам'ятка історії місцевого значення, що розташована на центральній площі у місті Володимир.

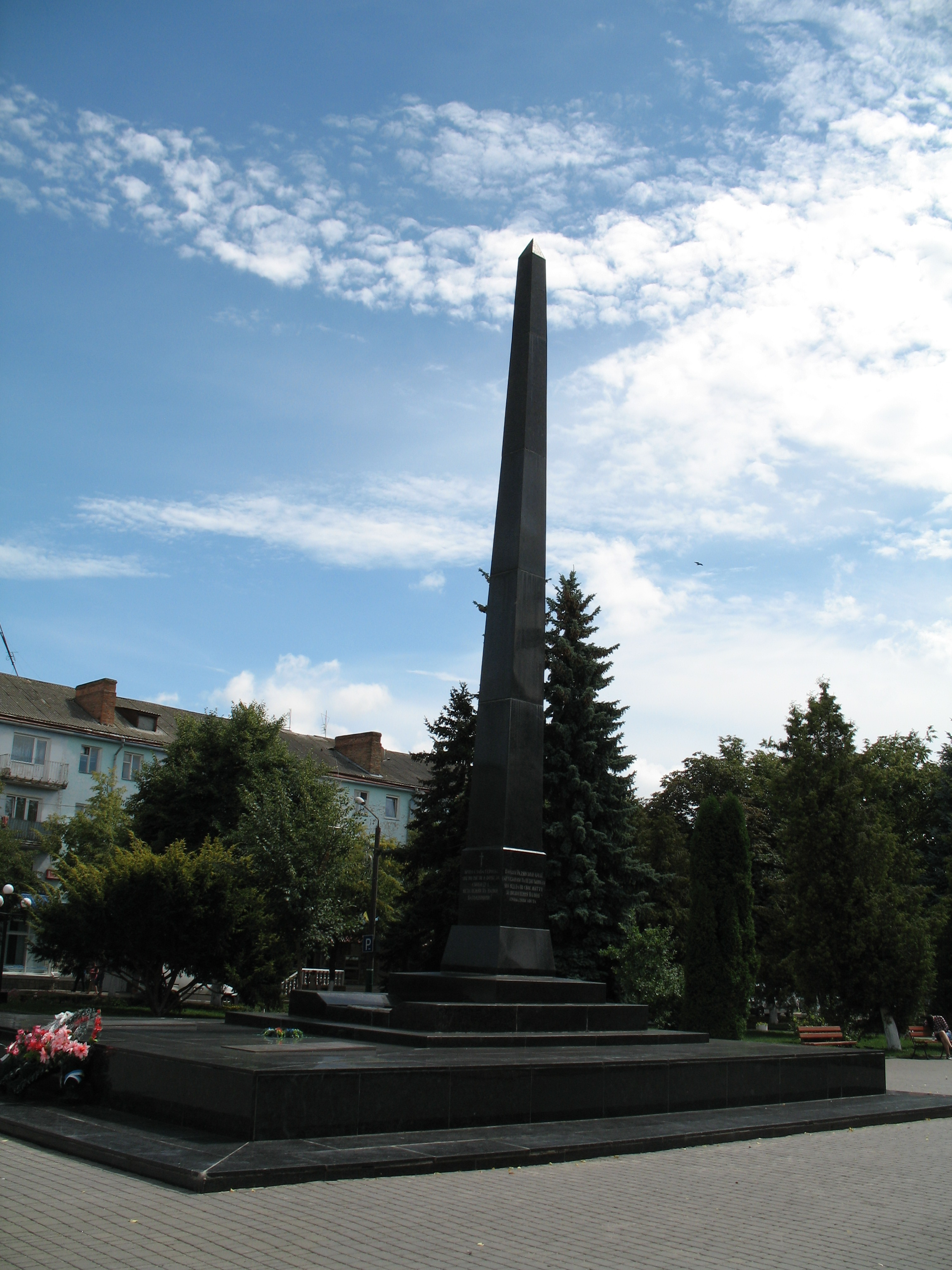

Встановлено у 1965 році. Автори пам'ятника — Затираха Н. К., Андрій Микита, Присяжний К.В.
Рішенням виконкому Волинської обласної ради депутатів трудящих № 360-р від 04 серпня 1969 року визначено пам'яткою історії місцевого значення з формулюванням "Обеліск воїнам Радянської Армії, що загинули в роки Великої Вітчизняної війни, споруджений на братській могилі 73 радянських воїнів котрі загинули в період визволення радянської землі з під гніту фашистських загарбників в 1944 р. (хо. № 38)".
На двох плитах є написи:
- праворуч «Герой Радянського Союзу гвардії старший лейтенант Мілашенков Сергій Васильович ??? 1921 — 14.VII.1944 р.р. Гвардії сержант Солоп Іван Панасович 1923—1944 р.р. Політрук Алексеевський Олексій Васильович Рядові Арсентій Візира Григорій Дементьев та 27 невідомих воїнів, які полягли за свободу і незалежність Радянської Батьківщини в червні 1941 року»
- ліворуч «Герой Радянського Союзу старший лейтенант Грисюк Антон Степанович 25.Х.1914 — 28.IV.1944»

На обеліску також є важкопрочитувані написи.
До початку 1990-х рр. діяв «вічний вогонь».

21 квітня 2022 року відбувся частковий демонтаж пам'ятки — розібрано два бічні пілони з комуністичними символами та пропагандистськими написами.
Наказом Міністерства культури та інформаційної політики від 13.06.2024 № 429 надано дозвіл на переміщення цієї пам'ятки на Федорівське кладовищеhttps://bug.org.ua/news/volodymyr/ministerstvo-nadalo-dozvil-na-perenesennya-radyanskogo-obeliska-z-czentralnoyi-ploshhi-volodymyra-888983/#gallery-2.

## Поховання червоноармійців
За даними ОБД Меморіал під обеліском поховані: Александрова Вера Ивановна, Аллояров Тердибай, Алпанов Туланбек, Арсеньев Алексей Антонович, Артеменков Дмитрий Семенович та Арутюнян Герасим Рубенович і ще 27 невідомих осіб. Ці дані відрізняються від написів на пам'ятнику у частині прізвищ, однак співпадає із кількістю невідомих осіб, нібито похованих під пам'ятником.
Наприклад, згаданий у написах Антон Грисюк, можливо, похований в Устилузі.